# مایکل کارتر-ویلیامز
مایکل کارتر-ویلیامز (انگلیسی: Michael Carter-Williams؛ زادهٔ ۱۰ اکتبر ۱۹۹۱) یک بازیکن بسکتبال اهل ایالات متحده آمریکا است.
وی همچنین برندهٔ جوایزی همچون جایزه سال بهترین تازه‌کار ان‌بی‌ای شده است.
از باشگاه‌هایی که در آن بازی کرده‌است می‌توان به میلواکی باکس، فیلادلفیا سونتی‌سیکسرز و شیکاگو بولز اشاره کرد.